# Phenacoccus wilmattae
Phenacoccus wilmattae är en insektsart som beskrevs av Cockerell 1901. Phenacoccus wilmattae ingår i släktet Phenacoccus och familjen ullsköldlöss. Inga underarter finns listade i Catalogue of Life.